# Baltic (Île-du-Prince-Édouard)
Pour les articles homonymes, voir Baltic.
 (avril 2023).
Si vous disposez d'ouvrages ou d'articles de référence ou si vous connaissez des sites web de qualité traitant du thème abordé ici, merci de compléter l'article en donnant les références utiles à sa vérifiabilité et en les liant à la section « Notes et références ».
Baltic est une communauté du Canada située dans le comté de Kings, sur l'Île-du-Prince-Édouard. ELle se trouve au nord-est de Souris.